# Mutsu (provincia)

Mappa delle province giapponesi con la provincia di Mutsu evidenziata.

Mutsu (陸奥国?,  Mutsu-no kuni) fu una provincia del Giappone, nell'area che corrisponde alle odierne prefetture di Fukushima, Miyagi, Iwate e Aomori, alla città di Kazuno e alla cittadina di Kosaka, nella prefettura di Akita.